# Онежский (станция)
Оне́жский (фин. Paasioja) — промежуточная грузо-пассажирская железнодорожная станция Октябрьской железной дороги на 393,54 км Мурманской железной дороги.

## Общие сведения
Станция расположена на юге Петрозаводска, на территории района Южная промзона. К станции примыкают два двухпутных перегона: Онежский — Голиковка в чётном направлении и Онежский — Деревянка в нечётном направлении. Имеются ответвления на станцию Каменный Бор и вторую площадку Онежского тракторного завода.

Первоначальное наименование станции было разъезд Онежский. В период финской оккупации с 1941 по 1944 годы все станции и остановочные пункты Олонецкого перешейка получили финские наименования. Разъезд Онежской получил название Paasioja.
Согласно справочнику Архангельских «Железнодорожные станции СССР» дата открытия станции указывается как 1936 год, однако на карте РККА окрестностей Петрозаводска за 1933 год и на почтовой карте Европейской части СССР 1934 года разъезд уже указывается.

## Пассажирское сообщение
По состоянию на 2025 год по станции проходит ежедневно одна пара электропоездов сообщением «Свирь — Петрозаводск-Пасс. — Свирь», а также электричка «Кондопога — Ладва».

## Галерея

Станция Онежский
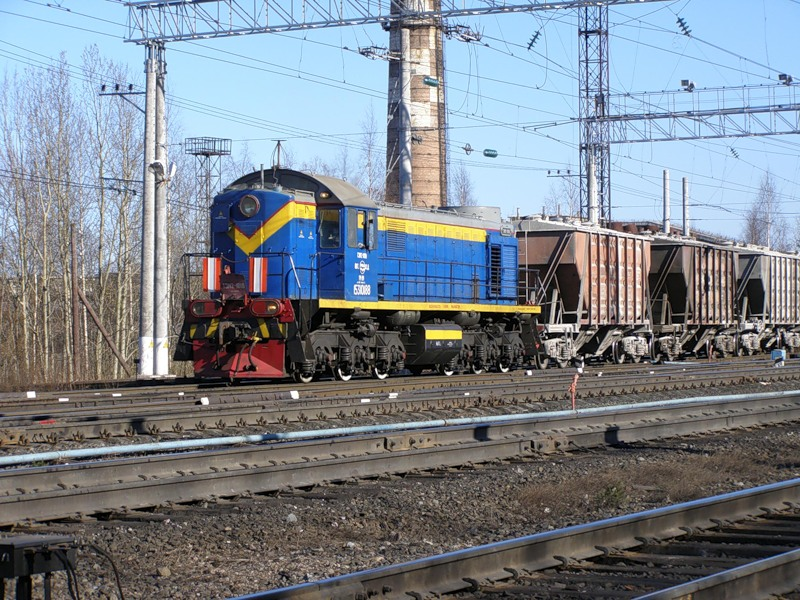
Тепловоз ТЭМ2-1018 на станции Онежский. Нечётная горловина.
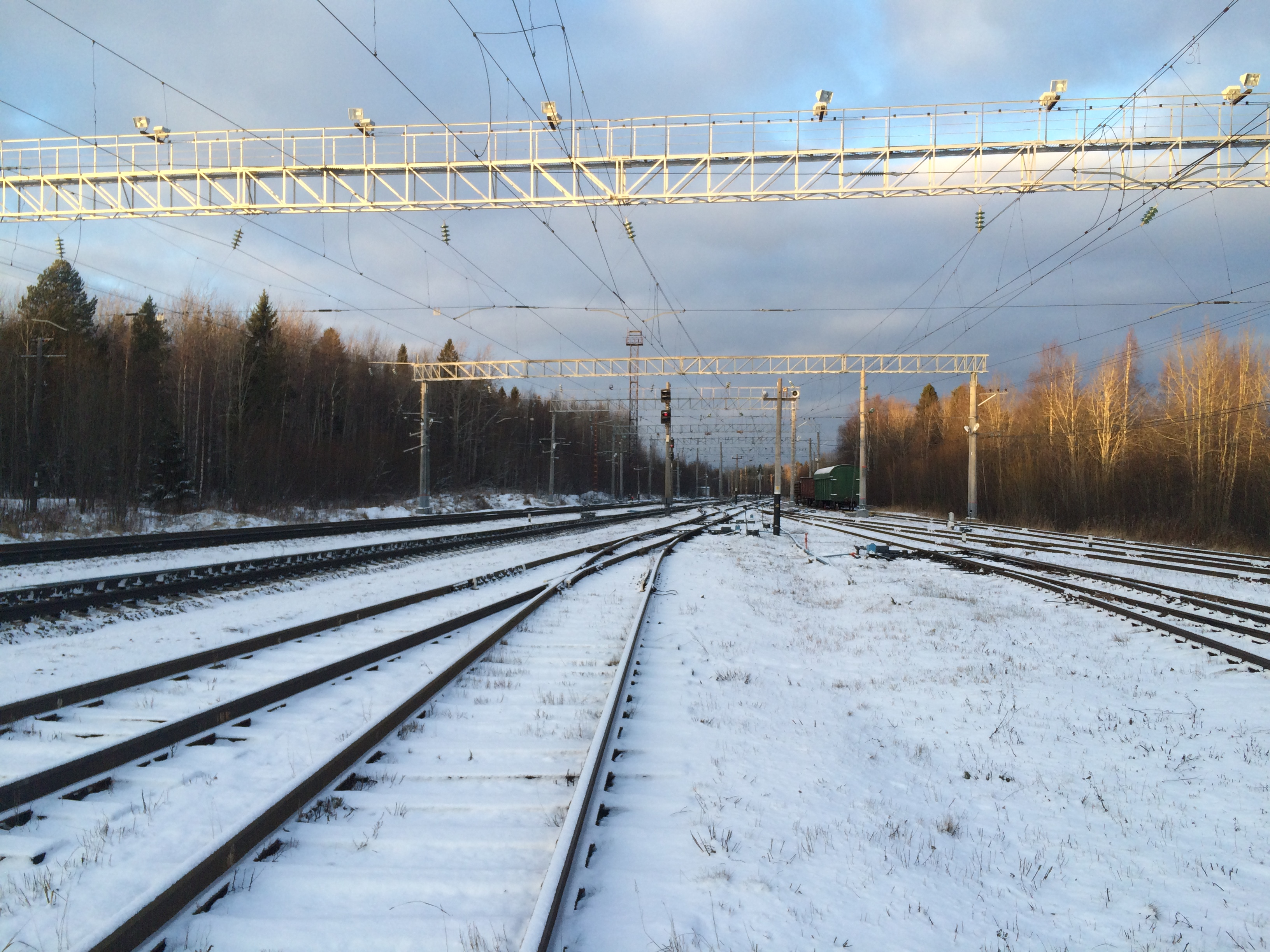
Пути станции.  Вид в сторону ст. Голиковка.
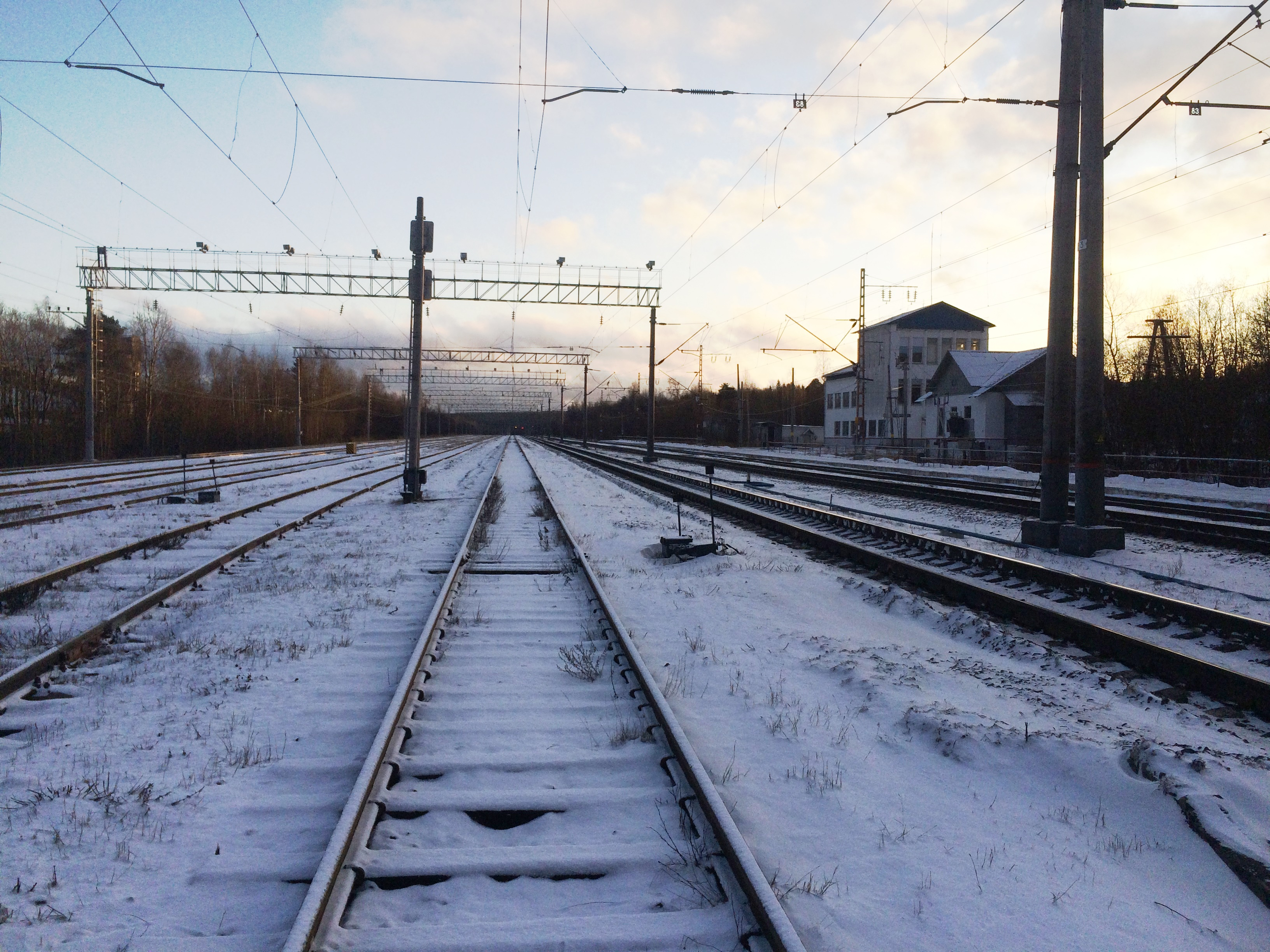
Пути станции.  Вид в сторону ст. Деревянка.
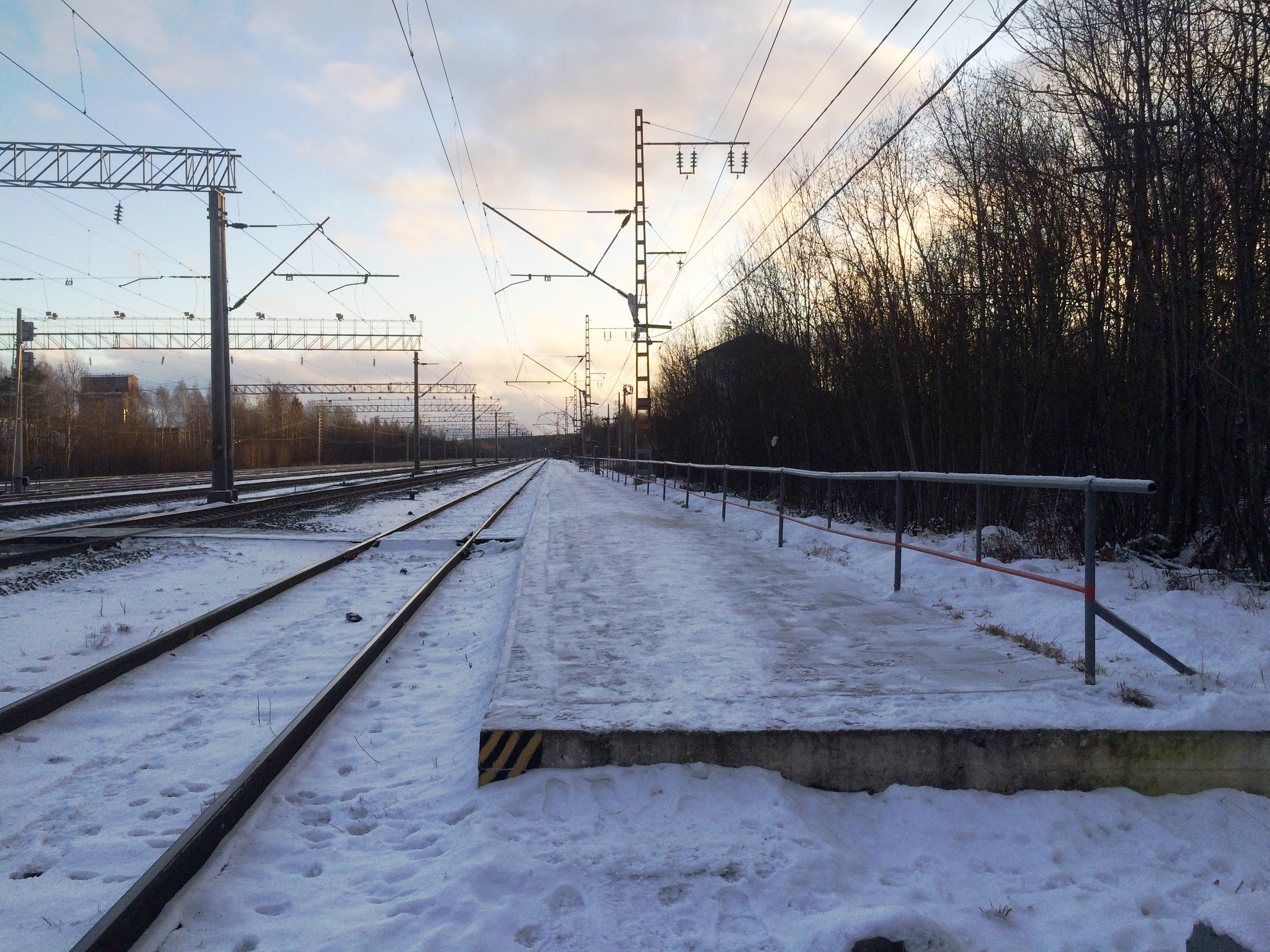
Пассажирская платформа.  Вид в сторону ст. Деревянка.
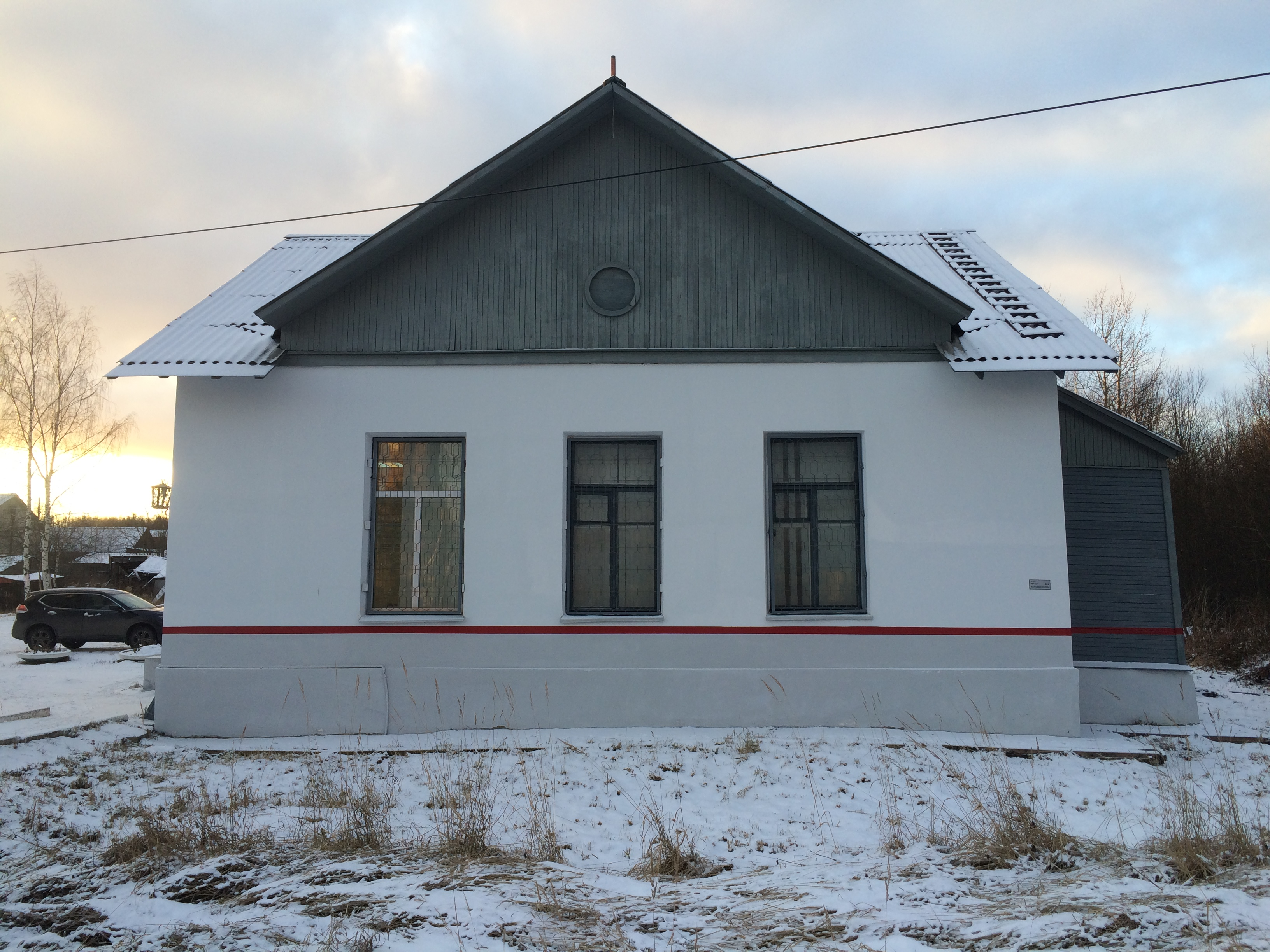
Бывший вокзал.
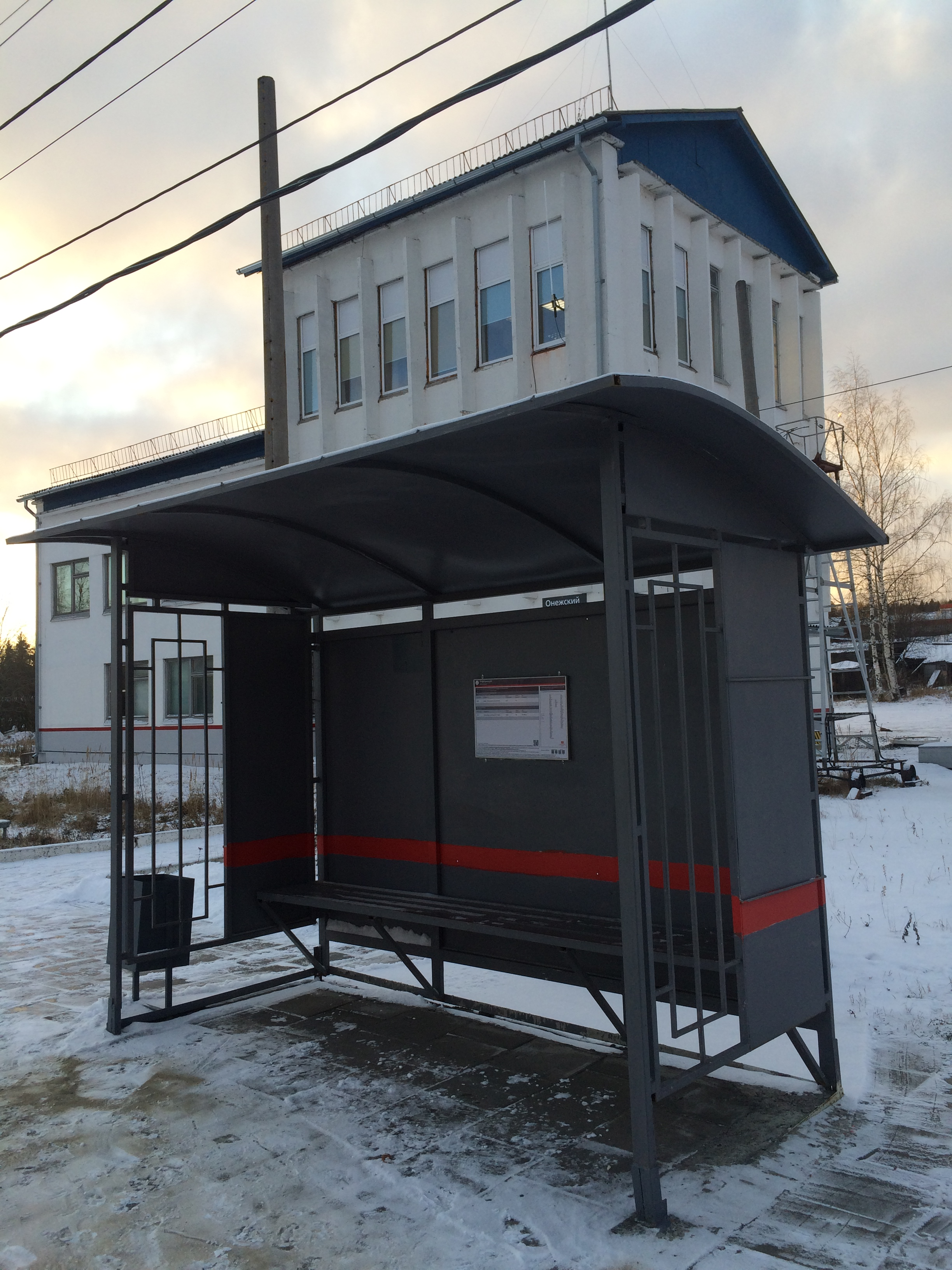
Пассажирский павильон.
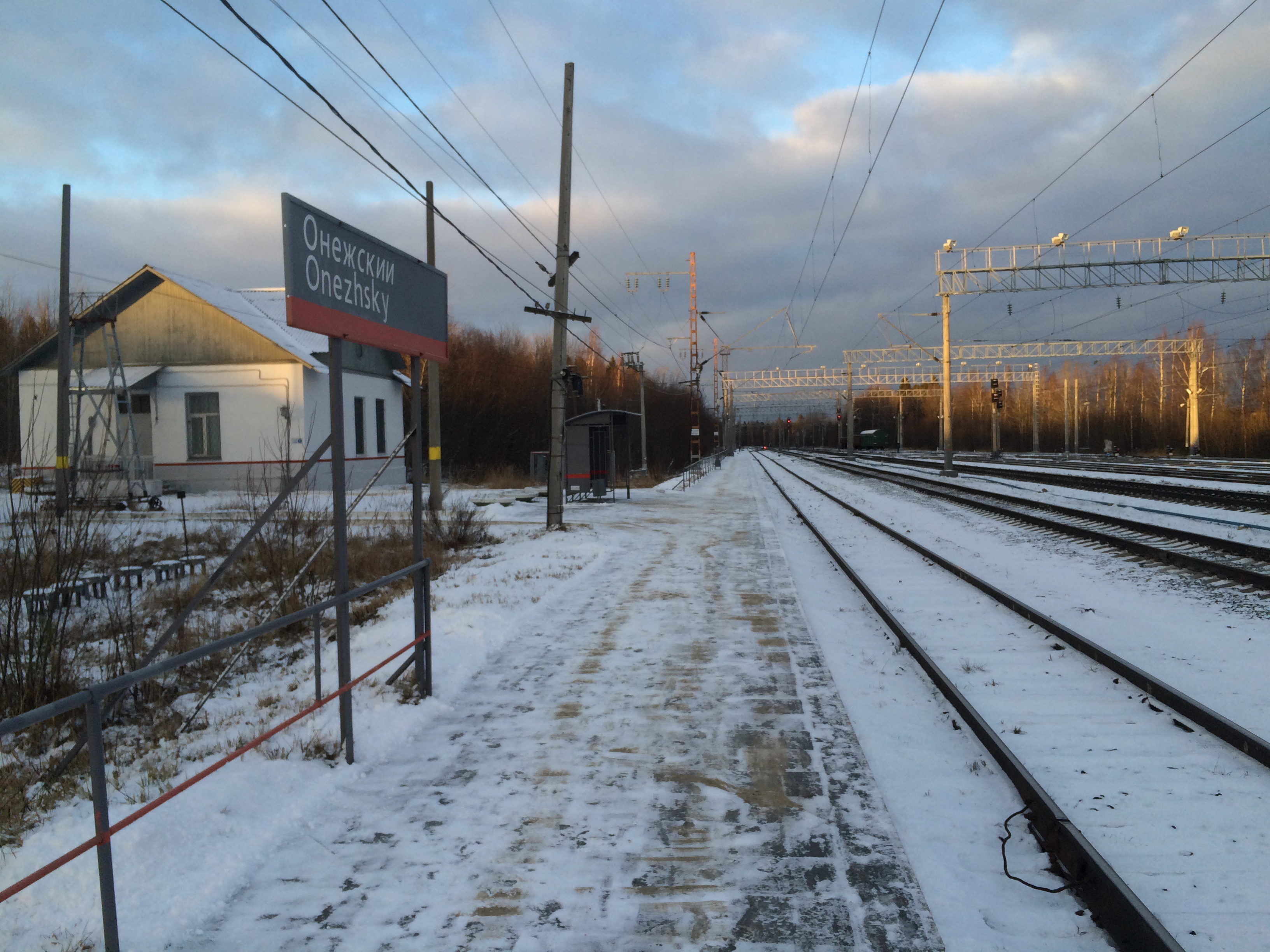
Пассажирская платформа. Вид в сторону ст. Голиковка.
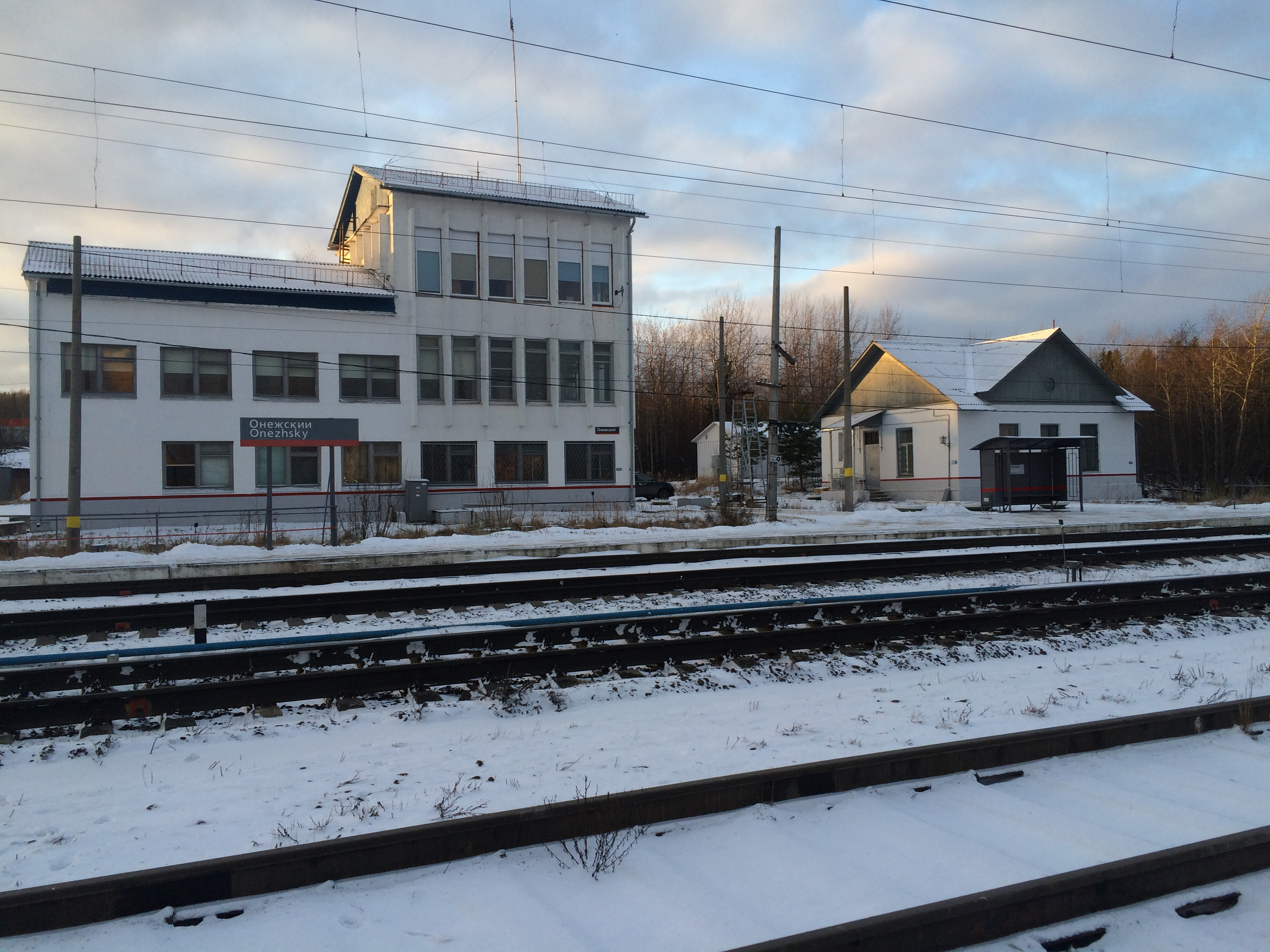
Пост ЭЦ и бывший вокзал.
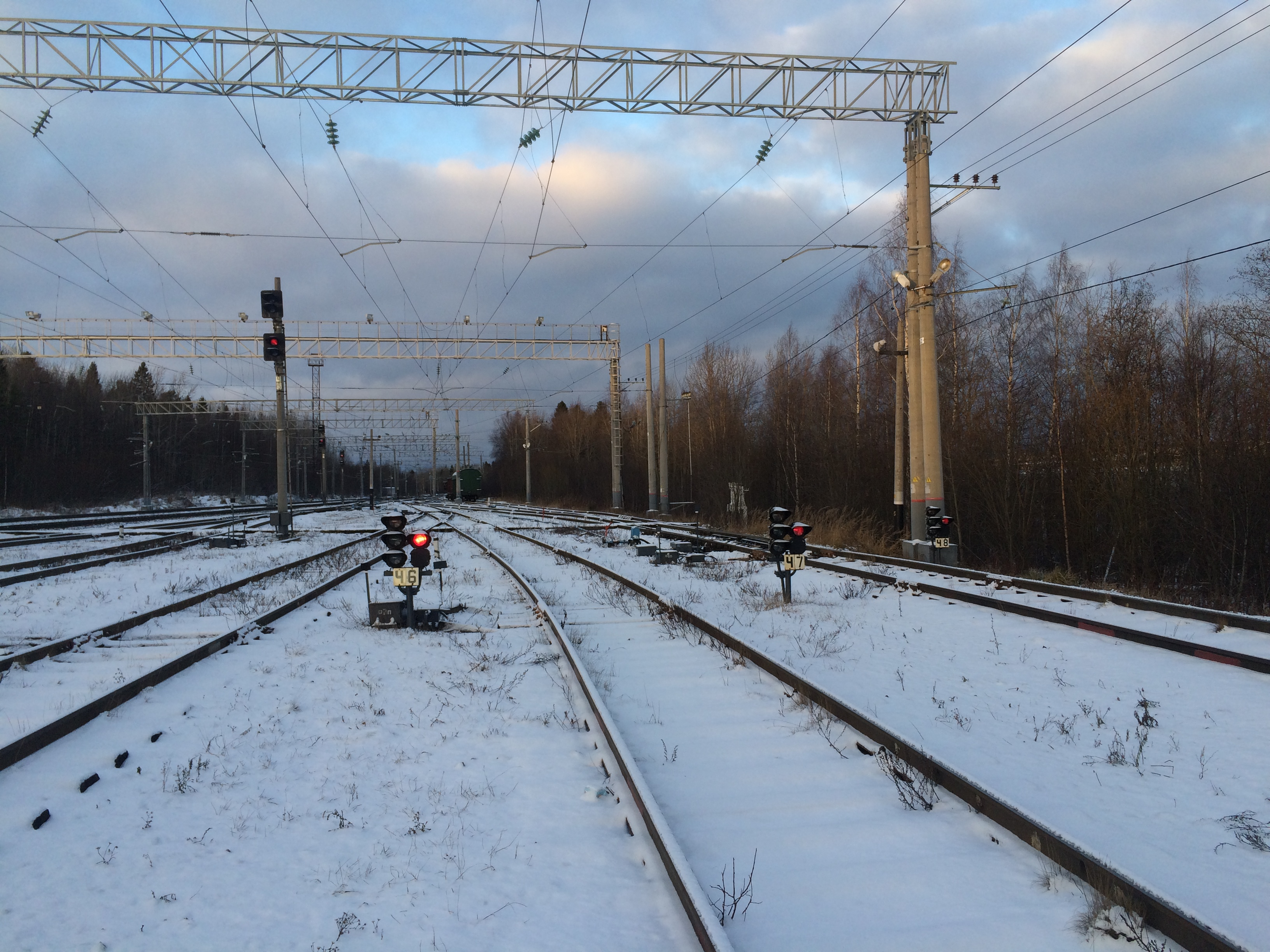
Пути станции. Вид в сторону ст. Голиковка.